# Anyphops parvulus
Anyphops parvulus is een spinnensoort uit de familie van de Selenopidae.
De wetenschappelijke naam van de soort werd in 1900 als Selenops parvulus gepubliceerd door Reginald Innes Pocock.